# Thomson Peak
Der Thomson Peak ist ein 2350 m hoher Berg im Norden des ostantarktischen Viktorialands. Er ragt 17,5 km südöstlich des Mount Shute am südlichen Ende der Mirabito Range der Concord Mountains auf.
Die Nordgruppe der New Zealand Geological Survey Antarctic Expedition (1963–1964) benannte ihn nach dem neuseeländischen Atmosphärenphysiker Robert Baden Thomson (1927–2008), wissenschaftlicher Leiter der Hallett-Station im Jahr 1960, Leitungsoffizier der Wilkes-Station im Jahr 1962 und stellvertretender Leiter der Scott Base von 1963 bis 1964.